# Josefstadt

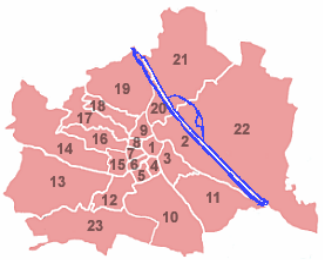
Wiens distrikt. Josefstadt har nummer 8.

Josefstadt är ett distrikt (tyska: Gemeindebezirk) i Österrikes huvudstad Wien. Wien är indelat i 23 distrikt och Josefstadt har distriktsnummer 8. Genom stadsdelen går Josefstädter Strasse, som är dess huvudgata.
Antalet invånare är 24 200. Arean är 1,1 kvadratkilometer. Josefstadt gränsar till distrikten Innere Stadt, Neubau, Ottakring, Hernals och Alsergrund. 